# Espiral anómala de Noruega en 2009

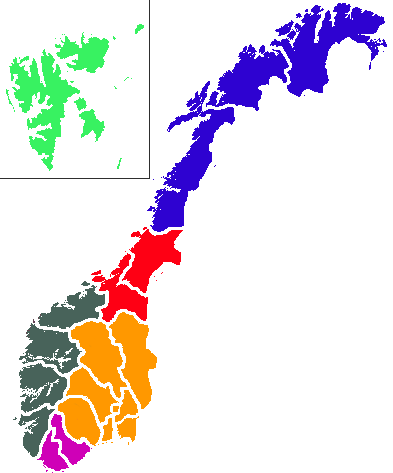
En rojo, la región noruega de Trøndelag, donde se vio.

La espiral anómala de Noruega del 9 de diciembre de 2009 hace referencia a un episodio ocurrido dicho año en el cielo nocturno noruego, que pudo ser visible y fotografiado en el espacio noruego así como el sueco. La espiral consistía en un rayo de luz azul con una espiral grisácea que emanaba de un extremo. La luz se podía ver en toda la región de Trøndelag (los dos condados en color rojo) y en los tres condados que componen el norte de Noruega, así como desde el norte de Suecia. Tuvo una duración de 10 minutos.
Según las fuentes, parecía una luz azul que venía de detrás de una montaña, se detenía en el aire y comenzaba a girar en espiral hacia afuera. Un evento similar, aunque menos espectacular, también había ocurrido en Noruega el mes anterior. Ambos eventos tenían características visuales similares a las estelas dejadas por pruebas fallidas de misiles balísticos rusos, concretamente los R-30 Bulava, algo que pudo confirmar el Ministerio de Defensa ruso un día después.

## Especulaciones iniciales
Cientos de llamadas fueron recibidas en la centralita del Instituto Meteorológico de Noruega, ya que los residentes querían saber lo que estaban viendo. El astrónomo noruego Knut Jørgen Røed Ødegaard comentó que primero especuló que fuese un meteorito, pero rechazó esa posibilidad porque la luz duró demasiado. También señaló que el área sobre la cual se había observado la luz era excepcionalmente grande, cubriendo todo el norte de Noruega y Trøndelag. También se sugirió que podría haber sido una variante rara, nunca antes vista de la aurora boreal.
Los partidarios de los ovnis comenzaron a especular de inmediato si la pantalla de luz aérea podría ser evidencia de inteligencia extraterrestre, proponiendo entre otras cosas que podría ser la apertura de un agujero de gusano, o de alguna manera estaba relacionado con los recientes experimentos de alta energía realizados en el Gran colisionador de hadrones de Suiza o como consecuencia de las pruebas del Programa HAARP.

## Explicación del Gobierno ruso
El 10 de diciembre de 2009, el Ministerio de Defensa de Rusia sugirió una explicación gubernamental, afirmando que una prueba de sus misiles R-30 Bulava, un misil balístico intercontinental para submarinos (SLBM) de combustible sólido con ojivas nucleares, había fallado. Según el portavoz ministerial ruso, "las dos primeras etapas del misil funcionaron correctamente, pero hubo un fallo en el funcionamiento técnico en la tercera etapa, durante su trayectoria". El analista de defensa ruso Pavel Felgenhauer declaró a Agence France-Presse que "tales luces y nubes aparecen de vez en cuando cuando falla un misil en las capas superiores de la atmósfera y se ha informado antes [...] Al menos esta prueba fallida hizo algunos fuegos artificiales agradables para los noruegos". Antes de la declaración rusa, Jonathan McDowell, astrofísico del Agence France-Presse, ya había sugerido que la pantalla de luz inusual ocurrió cuando la boquilla de la tercera etapa del misil estaba dañada, haciendo que el escape saliera de lado y enviando el misil a girar.